# Anaea douglasi
Anaea douglasi är en fjärilsart som beskrevs av Felix Bryk 1953. Anaea douglasi ingår i släktet Anaea och familjen praktfjärilar. Inga underarter finns listade i Catalogue of Life.